# Kościół Matki Bożej Różańcowej w Lubyczy Królewskiej
Kościół Matki Bożej Różańcowej i Świętych Aniołów Stróżów – rzymskokatolicki kościół parafialny należący do dekanatu Tomaszów - Południe diecezji zamojsko-lubaczowskiej.

## Historia
Świątynia została zbudowana w latach 1903-1904 jako kaplica filialna pod wezwaniem Świętych Aniołów Stróżów, należąca do parafii w Rawie Ruskiej. Co drugą niedzielę odprawiane były w niej msze święte. Podczas II wojny światowej budowla została znacznie zniszczona. 
Do października 1949 roku świątynia została odbudowana. W tym samym roku kaplica została ustanowiona kościołem parafialnym. Ze względu na wzrastającą liczba wiernych, postanowiono kaplicę rozbudować. W 1979 roku uzyskano pozwolenie na rozbudowę świątyni. Kamień węgielny został poświęcony w Krakowie przez papieża Jana Pawła II. W dniu 26 października 1980 roku został poświęcony nowy kościół przez księdza biskupa Mariana Rechowicza.

## Architektura i wyposażenie
Starsza część świątyni została wybudowana w stylu neogotyckim. W oknach są umieszczone witraże. Wewnątrz znajduje się ołtarz z obrazem Matki Bożej, trzymającej dzieciątko Jezus na rękach. Kiedy nie odprawiane się w kościele nabożeństwa, obraz jest zasłonięty przez wizerunek Anioła Stróża.